# Cuptor

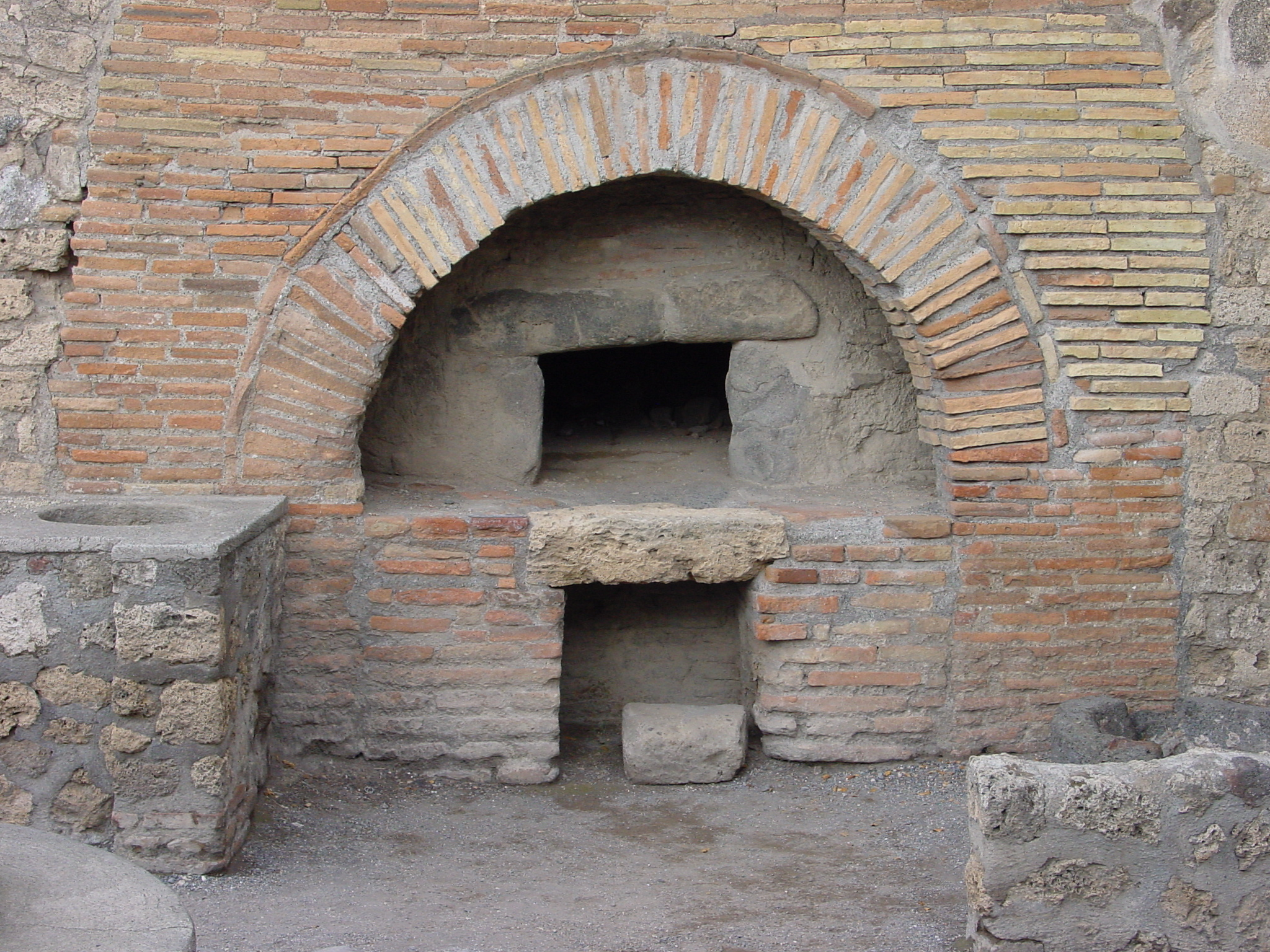
Cuptor pentru copt pâinea, din Pompei.

Un cuptor este o instalație de încălzire a unui material pentru a-l supune, în timpul încălzirii sau după, la transformări fizice sau chimice. Este format dintr-o incintă cu pereți izolanți din punct de vedere termic și o sursă de căldură. Cuptorul este folosit pentru încălzit, copt, fript și uscat.
Locuitorii aparținând civilizației de pe valea fluviului Indus au fost primii care aveau câte un cuptor în fiecare casă încă din anul 3200 I.Ch. Istoricii culinari îi creditează pe greci ca fiind primii care au transformat coacerea pâinii într-o artă. Cuptoare pentru pâine cu încărcare frontală au fost construite în Grecia antică. Grecii au creat o multitudine de aluaturi, forme de copt și moduri de servire a pâinii împreună cu alte feluri de mâncare. Coacerea pâinii a devenit o afacere și o meserie, pe măsură ce pâinea a început să fie preparată în afara casei familiale de oameni calificați, în scopul vânzării către public. Aceasta este una dintre cele mai vechi forme de procesare profesionistă a mâncării.

## Note

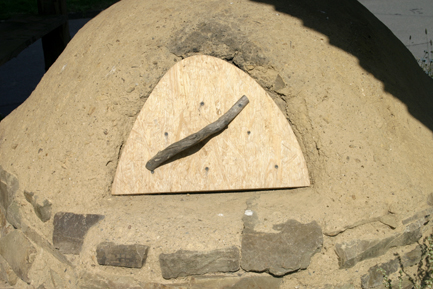
Cuptor istoric.
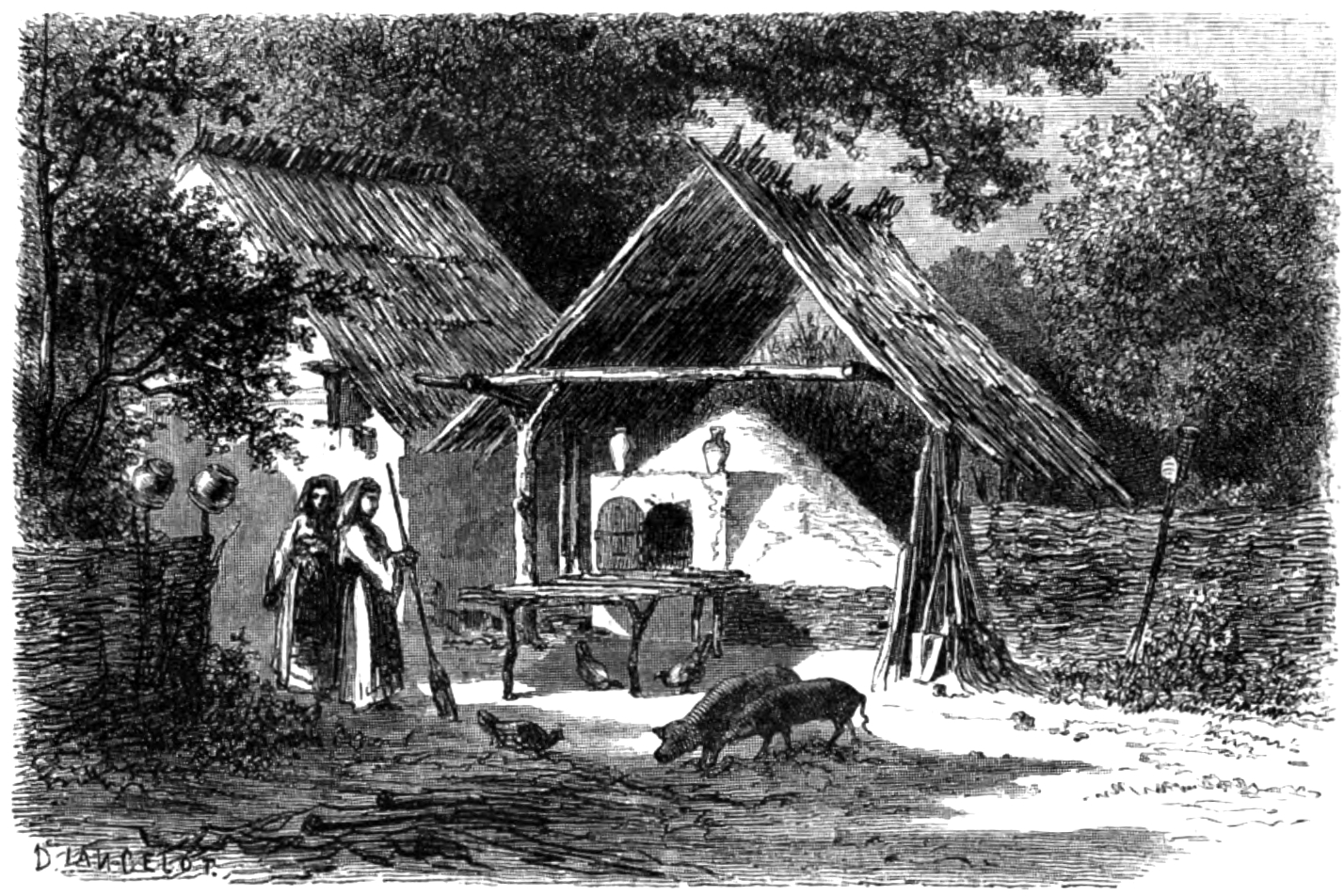
Cuptor ţărănesc de curte în județul Argeș, 1860.
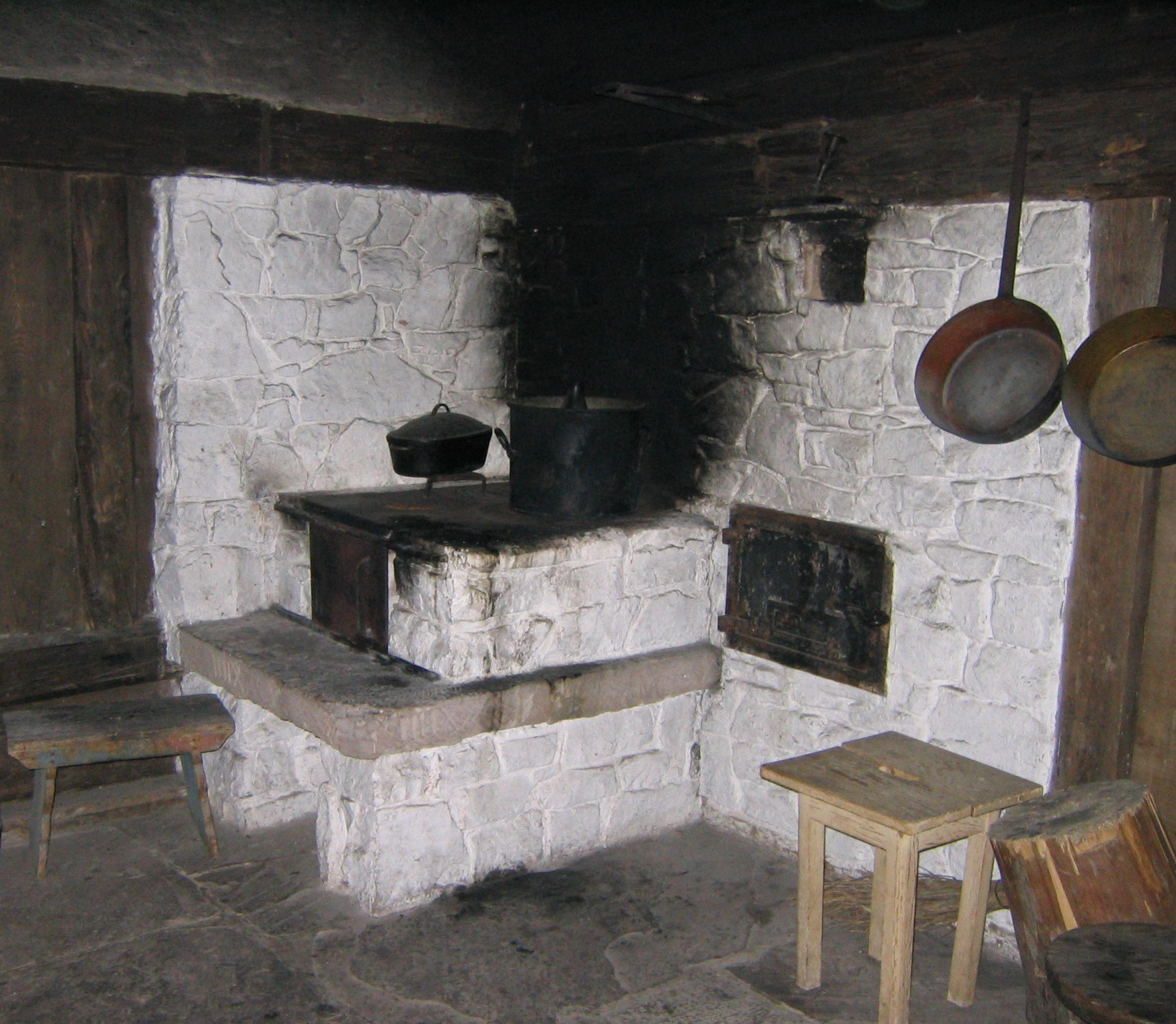
Cuptor ţărănesc de bucătărie, sec. XX.
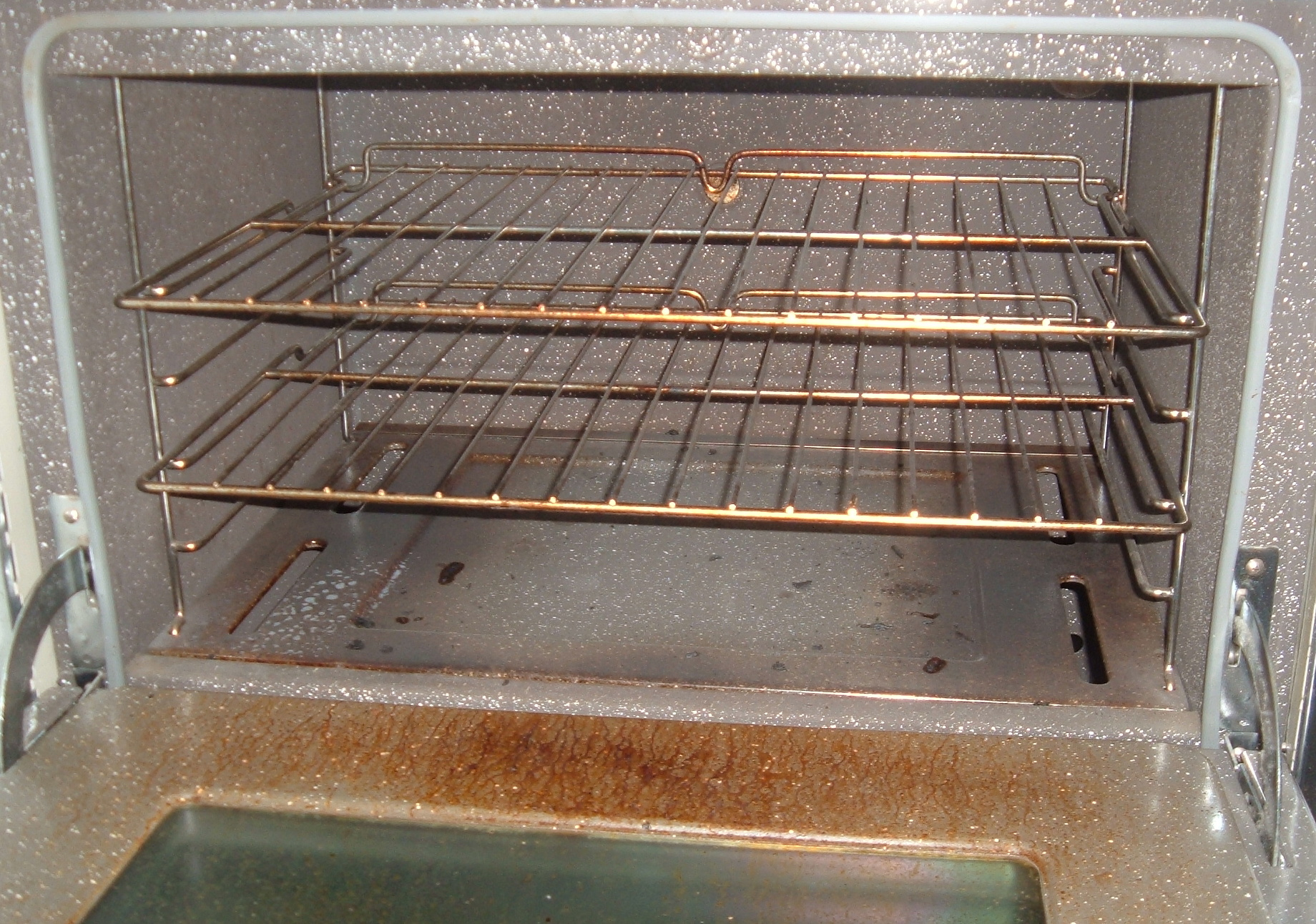
Cuptor de aragaz.
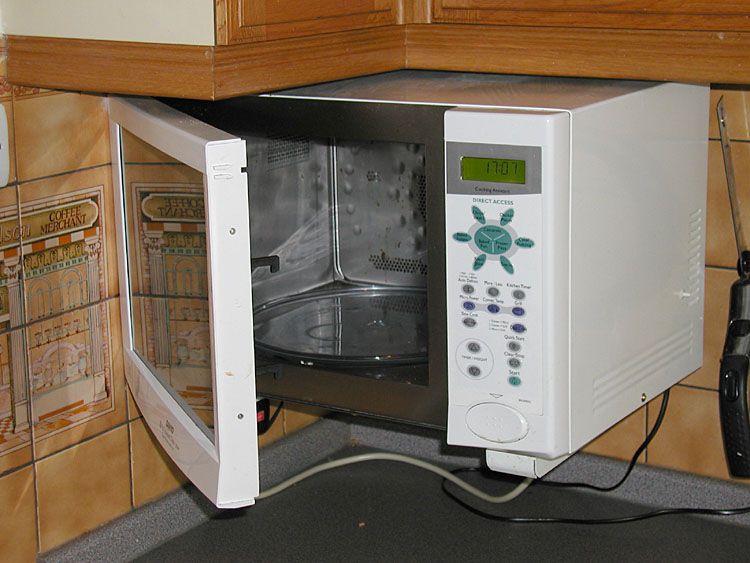
Cuptor cu microunde.
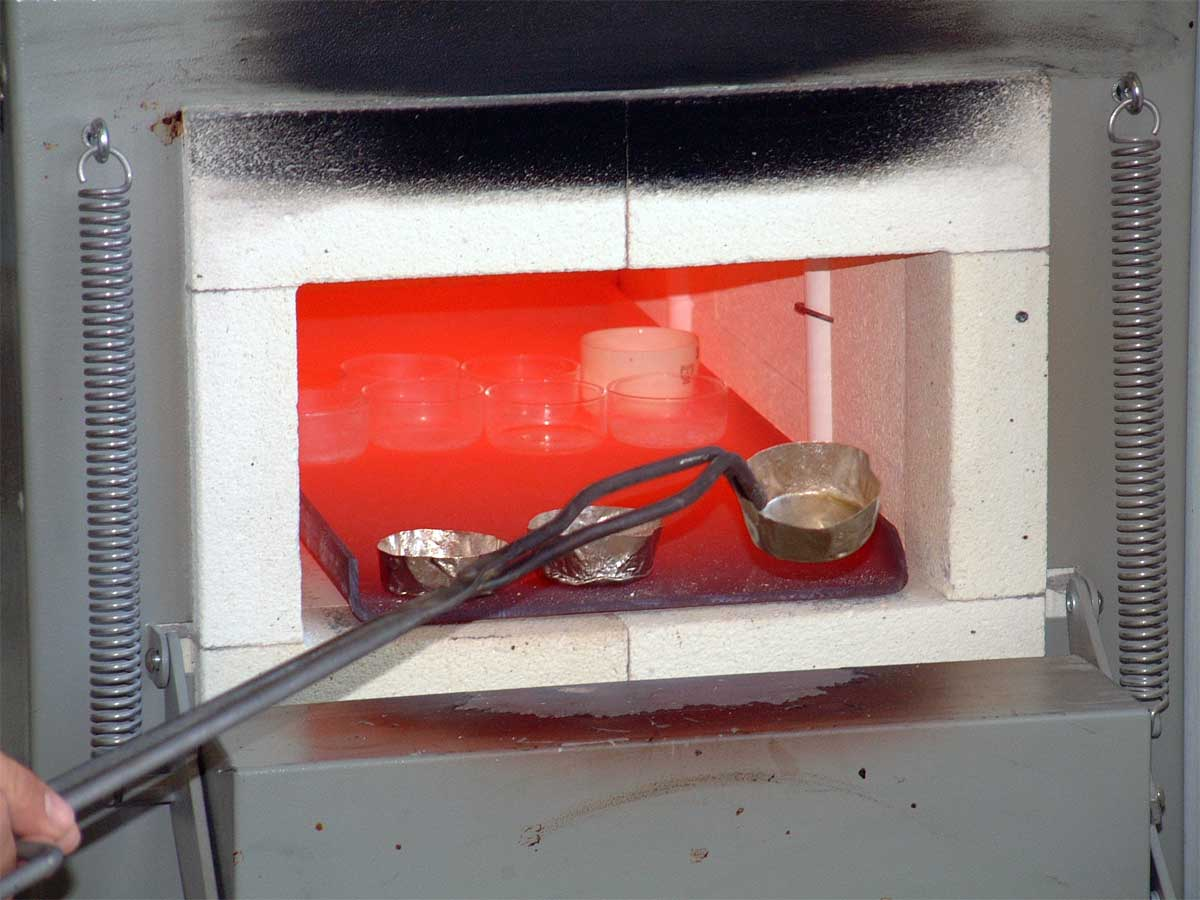
Cuptor de laborator (cuptor cu mufă).
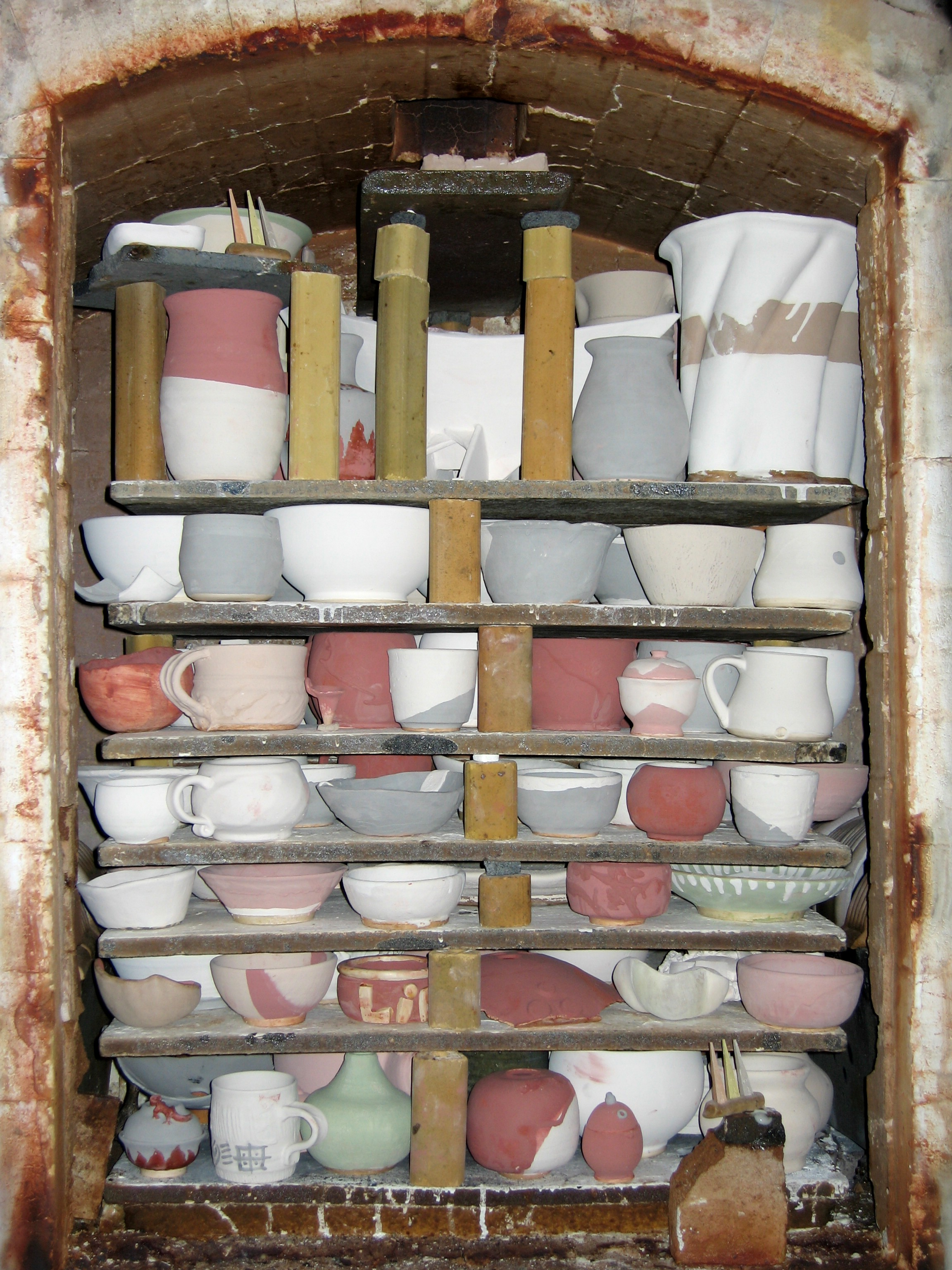
Cuptor de olărit.
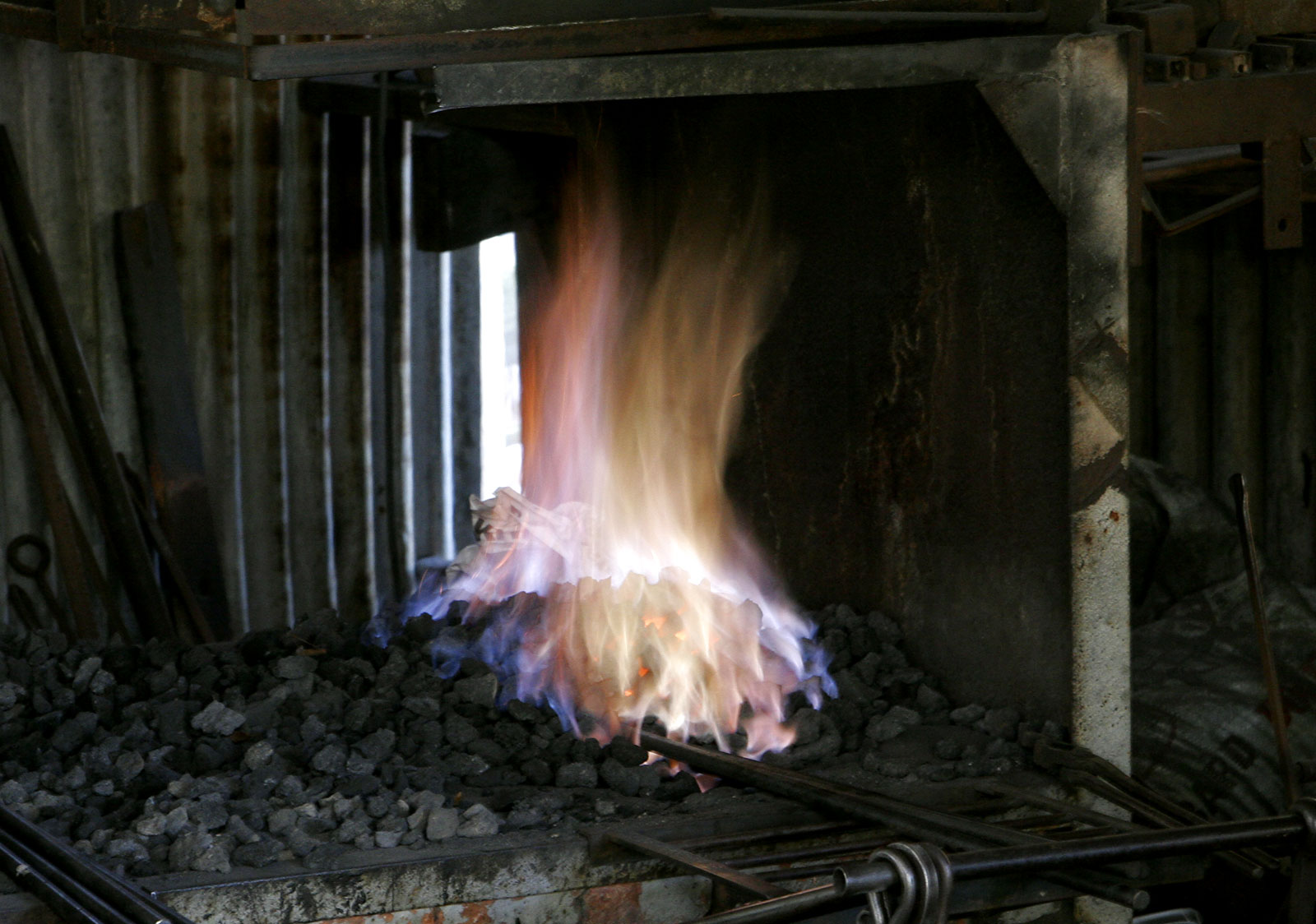
Cuptor de forjă.
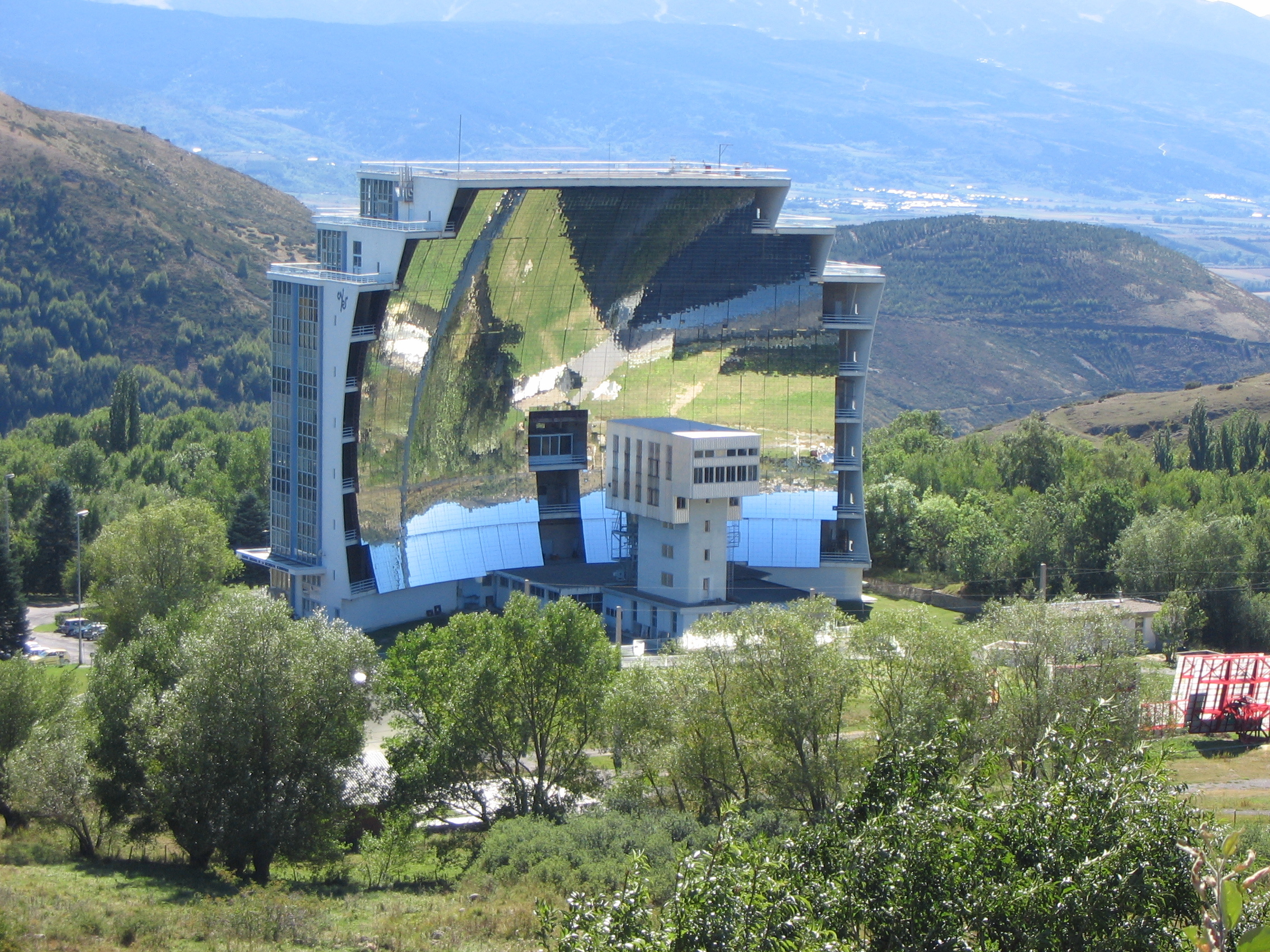
Cuptor solar (Odeillo).